# Драј Риџ (Охајо)
Драј Риџ (енгл. Dry Ridge) насељено је место без административног статуса у америчкој савезној држави Охајо.

## Демографија
По попису из 2010. године број становника је 2.782.
| Група             | 2000.    | 2010.         |
| Белци             | 0 (0,0%) | 2.554 (91,8%) |
| Афроамериканци    | 0 (0,0%) | 117 (4,2%)    |
| Азијати           | 0 (0,0%) | 44 (1,6%)     |
| Хиспаноамериканци | 0 (0,0%) | 51 (1,8%)     |
| Укупно            | 0        | 2.782         |